# Boels Ladies Tour 2014
De Boels Ladies Tour 2014 werd verreden van dinsdag 2 september tot en met zondag 7 september in Nederland. Het was de 17e editie van de rittenkoers, die valt in de UCI 2.1-categorie. De ronde telde zes etappes, inclusief een individuele tijdrit.
De titelverdedigster Ellen van Dijk won in haar regenboogtrui de eerste etappe, een tijdrit van ruim 10 km van Varik naar Tiel, met 12 seconden voorsprong op de Duitse Lisa Brennauer. Deze laatste won vervolgens de sprint in de tweede etappe (ook in Tiel) en kwam door de bonificatieseconden op minder dan één seconde van Van Dijk. De derde etappe van Heeze naar Leende liep ook uit op een sprint, die gewonnen werd door wereldkampioene Marianne Vos. In de vierde etappe in Gennep won de Belgische Kelly Druyts in een kopgroep van 12 rensters, waarin ook de Amerikaanse Evelyn Stevens zat. Zij stond van de koplopers het hoogst geklasseerd (achtste) en zij nam de leiderstrui over, doordat het peloton (met de voornaamste klassementsrensters) met 49 seconden achterstand finishte. De vijfde etappe in Wijchen werd wederom gewonnen door een Belgische: de sprintster Jolien D'Hoore. De slotrit ging van start in Bunde en finishte boven op de Geulhemmerberg in Berg en Terblijt. De Zweedse Emma Johansson won met drie seconden voor de Italiaanse Tatiana Guderzo en de Poolse Katarzyna Niewiadoma. Zij schoven hierdoor allen op in het eindklassement: Johansson van plaats tien naar vijf, Guderzo van 21 naar zeven en Niewiadoma van 31 naar plaats acht. De top drie bleef onveranderd: Stevens op een, haar ploeggenote Brennauer op twee en Van Dijk op plek drie. De Italiaanse Elisa Longo Borghini was met haar zesde plek de beste jongere.

## Teams
Aan deze editie namen twaalf UCI-teams deel, vijf clubteams en de nationale selecties van België, Italië en de Verenigde Staten.
| UCI-teams             | UCI-teams            | Clubteams                  | Nationale selecties |
| --------------------- | -------------------- | -------------------------- | ------------------- |
| Boels Dolmans         | Hitec Products       | GRC Jan van Arckel         | Italië              |
| Rabobank-Liv          | Astana-BePink        | WV De Jonge Renner         | Verenigde Staten    |
| Specialized-lululemon | Lotto-Belisol Ladies | Futurumshop Zannata - NWVG | België              |
| Orica-AIS             | Bigla                | Restore Cycling            |                     |
| Giant-Shimano         | Team Tibco           | Swabo Ladies               |                     |
| Alé Cipollini         | Parkhotel Valkenburg |                            |                     |

## Etappe-overzicht
| etappe | datum       | start   | finish           | profiel             | afstand  | winnaar        | klassementsleider |
| ------ | ----------- | ------- | ---------------- | ------------------- | -------- | -------------- | ----------------- |
| 1e     | 2 september | Varik   | Tiel             | Individuele tijdrit | 10,1 km  | Ellen van Dijk | Ellen van Dijk    |
| 2e     | 3 september | Tiel    | Tiel             | Vlakke rit          | 120,1 km | Lisa Brennauer | Ellen van Dijk    |
| 3e     | 4 september | Heeze   | Leende           | Vlakke rit          | 128,2 km | Marianne Vos   | Ellen van Dijk    |
| 4e     | 5 september | Gennep  | Gennep           | Vlakke rit          | 123,4 km | Kelly Druyts   | Evelyn Stevens    |
| 5e     | 6 september | Wijchen | Wijchen          | Vlakke rit          | 117,8 km | Jolien D'Hoore | Evelyn Stevens    |
| 6e     | 7 september | Bunde   | Berg en Terblijt | Heuvelrit           | 110,4 km | Emma Johansson | Evelyn Stevens    |

## Etappe-uitslagen

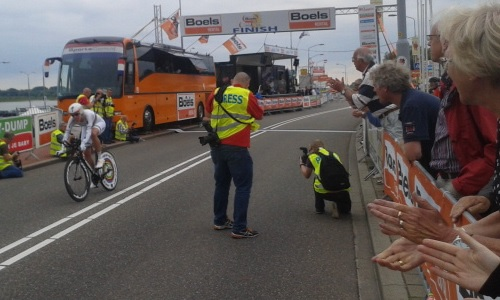
Ellen van Dijk wint tijdrit in regenboogtrui

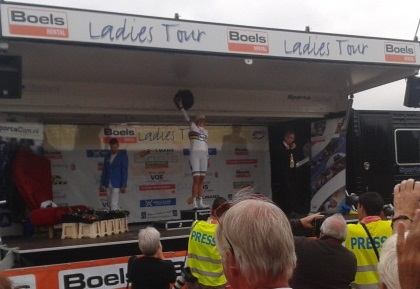
Van Dijk op podium als winnares

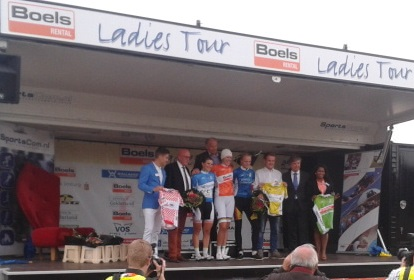
Van Dijk eerste leidster in oranje trui

### 1e etappe (ITT)
| Dinsdag 2 september: Varik - Tiel (10,1 km) |                  |                       |        |
| Plaats                                      | Naam             | Ploeg                 | Tijd   |
| Winnaar                                     | Ellen van Dijk   | Boels Dolmans         | 13'15" |
| 2                                           | Lisa Brennauer   | Specialized-lululemon | + 12"  |
| 3                                           | Trixi Worrack    | Specialized-lululemon | + 24"  |
| 4                                           | Marianne Vos     | Rabobank-Liv          | + 29"  |
| 5                                           | Ann-Sophie Duyck | België                | + 30"  |

### 2e etappe
| Woensdag 3 september: Tiel - Tiel (120,1 km) |                      |                       |          |
| Plaats                                       | Naam                 | Ploeg                 | Tijd     |
| Winnaar                                      | Lisa Brennauer       | Specialized-lululemon | 2u46'34" |
| 2                                            | Jolien D'Hoore       | Lotto-Belisol Ladies  | z.t.     |
| 3                                            | Marianne Vos         | Rabobank-Liv          | z.t.     |
| 4                                            | Elizabeth Armitstead | Boels Dolmans         | z.t.     |
| 5                                            | Barbara Guarischi    | Alé Cipollini         | z.t.     |

### 3e etappe
| Donderdag 4 september: Heeze - Leende (128,2 km) |                      |                       |          |
| Plaats                                           | Naam                 | Ploeg                 | Tijd     |
| Winnaar                                          | Marianne Vos         | Rabobank-Liv          | 3u07'38" |
| 2                                                | Jolien D'Hoore       | Lotto-Belisol Ladies  | z.t.     |
| 3                                                | Elizabeth Armitstead | Boels Dolmans         | z.t.     |
| 4                                                | Lisa Brennauer       | Specialized-lululemon | z.t.     |
| 5                                                | Trixi Worrack        | Specialized-lululemon | z.t.     |

### 4e etappe
| Vrijdag 5 september: Gennep - Gennep (123,4 km) |                     |                             |          |
| Plaats                                          | Naam                | Ploeg                       | Tijd     |
| Winnaar                                         | Kelly Druyts        | Topsport Vlaanderen-Pro-Duo | 2u56'16" |
| 2                                               | Małgorzata Jasińska | Alé Cipollini               | z.t.     |
| 3                                               | Romy Kasper         | Boels Dolmans               | z.t.     |
| 4                                               | Sabrina Stultiens   | Rabobank-Liv                | z.t.     |
| 5                                               | Jacqueline Hahn     | Bigla Pro Cycling Team      | z.t.     |

### 5e etappe
| Zaterdag 6 september: Wijchen - Wijchen (117,8 km) |                   |                       |          |
| Plaats                                             | Naam              | Ploeg                 | Tijd     |
| Winnaar                                            | Jolien D'Hoore    | Lotto Belisol Ladies  | 2u59'10" |
| 2                                                  | Shelley Olds      | Alé Cipollini         | z.t.     |
| 3                                                  | Lisa Brennauer    | Specialized-lululemon | z.t.     |
| 4                                                  | Annette Edmondson | Orica-AIS             | z.t.     |
| 5                                                  | Emma Johansson    | Orica-AIS             | z.t.     |

### 6e etappe
| Zondag 7 september: Bunde - Berg en Terblijt (110,4 km) |                      |                       |          |
| Plaats                                                  | Naam                 | Ploeg                 | Tijd     |
| Winnaar                                                 | Emma Johansson       | Orica-AIS             | 2u49'03" |
| 2                                                       | Tatiana Guderzo      | Alé Cipollini         | + 03"    |
| 3                                                       | Katarzyna Niewiadoma | Rabobank-Liv          | z.t.     |
| 4                                                       | Evelyn Stevens       | Specialized-lululemon | z.t.     |
| 5                                                       | Ellen van Dijk       | Boels Dolmans         | z.t.     |

## Eindklassementen

### Algemeen klassement
| Plaats      | Naam                 | Ploeg                 | Tijd      |
| ----------- | -------------------- | --------------------- | --------- |
| Oranje trui | Evelyn Stevens       | Specialized-lululemon | 14u52'38" |
| 2           | Lisa Brennauer       | Specialized-lululemon | + 05"     |
| 3           | Ellen van Dijk       | Boels Dolmans         | + 11"     |
| 4           | Claudia Lichtenberg  | Giant-Shimano         | + 33"     |
| 5           | Emma Johansson       | Orica-AIS             | + 34"     |
| 6           | Elisa Longo Borghini | Hitec Products        | + 1'03"   |
| 7           | Tatiana Guderzo      | Alé Cipollini         | + 1'05"   |
| 8           | Katarzyna Niewiadoma | Rabobank-Liv          | + 1'18"   |
| 9           | Małgorzata Jasińska  | Alé Cipollini         | + 1'25"   |
| 10          | Megan Guarnier       | Boels Dolmans         | + 1'35"   |

### Puntenklassement
| Plaats      | Naam           | Ploeg                 | Punten |
| ----------- | -------------- | --------------------- | ------ |
| Groene trui | Lisa Brennauer | Specialized-lululemon | 74     |
| 2           | Jolien D'Hoore | Lotto-Belisol Ladies  | 68     |
| 3           | Ellen van Dijk | Boels Dolmans         | 49     |

### Bergklassement
| Plaats    | Naam                 | Ploeg        | Punten |
| --------- | -------------------- | ------------ | ------ |
| Gele trui | Katarzyna Niewiadoma | Rabobank-Liv |        |
| 2         |                      |              |        |
| 3         |                      |              |        |

### Jongerenklassement
| Plaats      | Naam                 | Ploeg          | Tijd      |
| ----------- | -------------------- | -------------- | --------- |
| Blauwe trui | Elisa Longo Borghini | Hitec Products | 14u53'41" |
| 2           | Katarzyna Niewiadoma | Rabobank-Liv   | + 15"     |
| 3           | Sabrina Stultiens    | Rabobank-Liv   | + 3'30"   |

### Tussensprints
| Plaats        | Naam                 | Ploeg                 | Punten |
| ------------- | -------------------- | --------------------- | ------ |
| Bolletjestrui | Sara Mustonen        | Giant-Shimano         | 11     |
| 2             | Evelyn Stevens       | Specialized-lululemon | 4      |
| 3             | Elisa Longo Borghini | Hitec Products        | 3      |